# Delaware Bay
Die Delaware Bay ist ein Ästuar an der Atlantikküste der Vereinigten Staaten von Amerika.
Der Mündungstrichter des Delaware River wird von Cape May (Bundesstaat New Jersey) und Cape Henlopen (Delaware) begrenzt. Die Ufer sind flach und werden größtenteils von Watten und Salzmarschen gebildet. 
Neben dem namengebenden Fluss münden noch weitere Gewässer in die Bucht.
Anders als die auf der anderen Seite der angrenzenden Delmarva-Halbinsel befindliche Chesapeake Bay wird die Delaware Bay nicht von einer Brücke überquert. Stattdessen führt der U.S. Highway 9 über eine Fährverbindung von Cape May (New Jersey) nach Lewes (Delaware).